# أديتيا باتل
أديتيا باتل (بالإنجليزية: Aditya Patel) هو سائق سباق هندي، ولد في 8 يوليو 1988.

## وصلات خارجية
- الموقع الرسمي
- أديتيا باتل على موقع DriverDB.com (الإنجليزية)